# 魔弾の射手
『魔弾の射手』（まだんのしゃしゅ、独：Der Freischütz）作品77, J. 277は、カール・マリア・フォン・ウェーバーが作曲した全3幕のオペラ。台本はヨハン・アウグスト・アーペル、フリードリヒ・ラウンの『怪談集』を元にヨーハン・フリードリヒ・キントが書いた。1821年6月18日にベルリンの王立劇場で初演された。
日本国内における初演は、1947年（昭和22年）、長門美保歌劇研究所による公演である。

## 概要
原題は、ドイツの民間伝説に登場する、意のままに命中する弾（Freikugel）を所持する射撃手（Schütz）の意である。この伝説では7発中6発は射手の望むところに必ず命中するが、残りの1発は悪魔の望む箇所へ命中するとされる。「魔弾の射手」という邦題は、1935年のラジオ放送で確認できるが、それ以前からあったか、誰の訳語かは分からない。
舞台は1650年頃のボヘミアと設定されている。当時のボヘミアはドイツ＝神聖ローマ帝国支配下にあり、ドイツ人も多数住んでいた地域（14世紀には帝都が置かれていたこともある）なので、ドイツ伝承説話の舞台として矛盾はない。
ドイツの民話を題材とし、魔の潜む深い森や、封建時代の素朴な中にも良き生活を描いたこの作品は、オペラにおけるドイツ・ロマン主義を確立した記念碑的作品であり、その清新な音楽は新しいドイツ音楽を確立するものとして受け止められ、後のワーグナーなどにも大きな影響を与えた。
序曲は特に有名であり、その冒頭部分は賛美歌『主よ御手もて引かせ給え』としても知られている。序曲で本編の主要な動機や主題を取り入れる手法は、後のワーグナーのライトモティーフにも繋がる重要な契機となった。
他に第3幕冒頭の「狩人の合唱」も有名である。

## 登場人物
- マックス：若い猟師。射撃の名手だが深刻なスランプ中。
- アガーテ：マックスの恋人。
- カスパール：若い猟師。マックスの同僚で、悪魔ザミエルに魂を売っている。
- クーノー（訳によってはクーノ）：森林保護官。アガーテの父。
- エンヒェン：アガーテの従姉妹。
- オットカール侯爵：ボヘミアの領主。
- 隠者
- キリアン：富農。
- ザミエル：悪魔。魔弾の作り方を伝授する。

## 楽器編成
フルート2、オーボエ2、クラリネット2、ファゴット2、ホルン4、トランペット2、トロンボーン3、ティンパニ、弦五部
舞台上にクラリネット、ホルン2、トランペット、ヴァイオリン2、チェロ、第2幕のフィナーレにピッコロ2を追加する。

## 演奏時間
約2時間20分（第1幕40分、第2幕50分、第3幕50分）

## あらすじ

### 第1幕
狩人のマックスは明日行われる射撃大会の予行演習をしていた。しかし彼の放つ弾は的を射抜くことができない。このままでは明日の結果は目に見えている。しかも恋人のアガーテの父・クーノーは、彼の明日の結果次第ではアガーテとの結婚を認めないといっている。
狩人仲間のカスパールは、自信を失っているマックスにつけこみ、「人々から恐れられている狼谷へ深夜に来たら、勝つ方法を教えてやる」と言い、マックスを誘い出す。

### 第2幕
その夜、アガーテの部屋を訪れるマックスは、狼谷へ行くことを彼女に告げた後、狼谷に向かった。その頃、カスパールは狼谷でマックスの命を引き換えに契約の延長と、7発中6発は自分の意図するところに必ず命中し、残りの1発は悪魔の望む箇所へ命中する魔弾を作るように、悪魔のザミエルに頼んだ。そこへマックスが狼谷へやってきて、カスパールと共にその魔弾を鋳造した。

### 第3幕
射撃大会当日、アガーテは花嫁衣裳を着て、マックスとの結婚に備えていた。婚礼の花冠を持ってくるが、それは葬儀用の冠だった。そこでアガーテは森の隠者から貰った白いバラで花冠を編んでもらい、それを代わりにかぶることにした。
一方、射撃大会ではマックスが魔弾の効果で素晴らしい成績を上げていた。領主はマックスに最後の1発で鳩を撃つよう課題を出した。その弾は飛び出してきたアガーテに向かって発射されてしまうが、バラの花冠がお守りになってくれたお陰で弾はそれ、間一髪命中をまぬがれた。だが、それた魔弾がカスパールに命中してしまい、彼は死んでしまう。
不審に思った領主はマックスにその理由を問い、マックスは正直に全てを答える。激怒した領主はマックスに追放を宣告するが、そこに隠者が登場し、マックスの過ちを許すように領主に諭す。領主はそれに従い、1年の執行猶予の後にマックスとアガーテとの結婚を許した。

## 備考
- T.M.Revolutionの楽曲『魔弾 〜Der Freischütz〜』（2000年、作詞：井上秋緒／作曲・編曲：浅倉大介）の歌詞は、本作を基に作られている。
- 平野耕太の漫画『HELLSING』第5巻には第1幕第2場の「狩人の合唱」などが引用されている。
- 特撮ドラマ『ウルトラセブン』の第36話「必殺の0.1秒」は、本作のオマージュとなっている。
- アニメ・ライトノベル『メルヘン・メドヘン』にて、ドイツ校のアガーテ・アーリアが契約している原書として登場する。
- 阿久井真の漫画『青のオーケストラ』第84曲は全頁、序曲の演奏を基に描かれている。